# Austin J. Tobin Plaza
La Austin J. Tobin Plaza fue una plaza situada en el World Trade Center en el que se construyeron los edificios del complejo. Fue demolido en 2010 para que en su lugar se construyera el National September 11 Memorial & Museum.

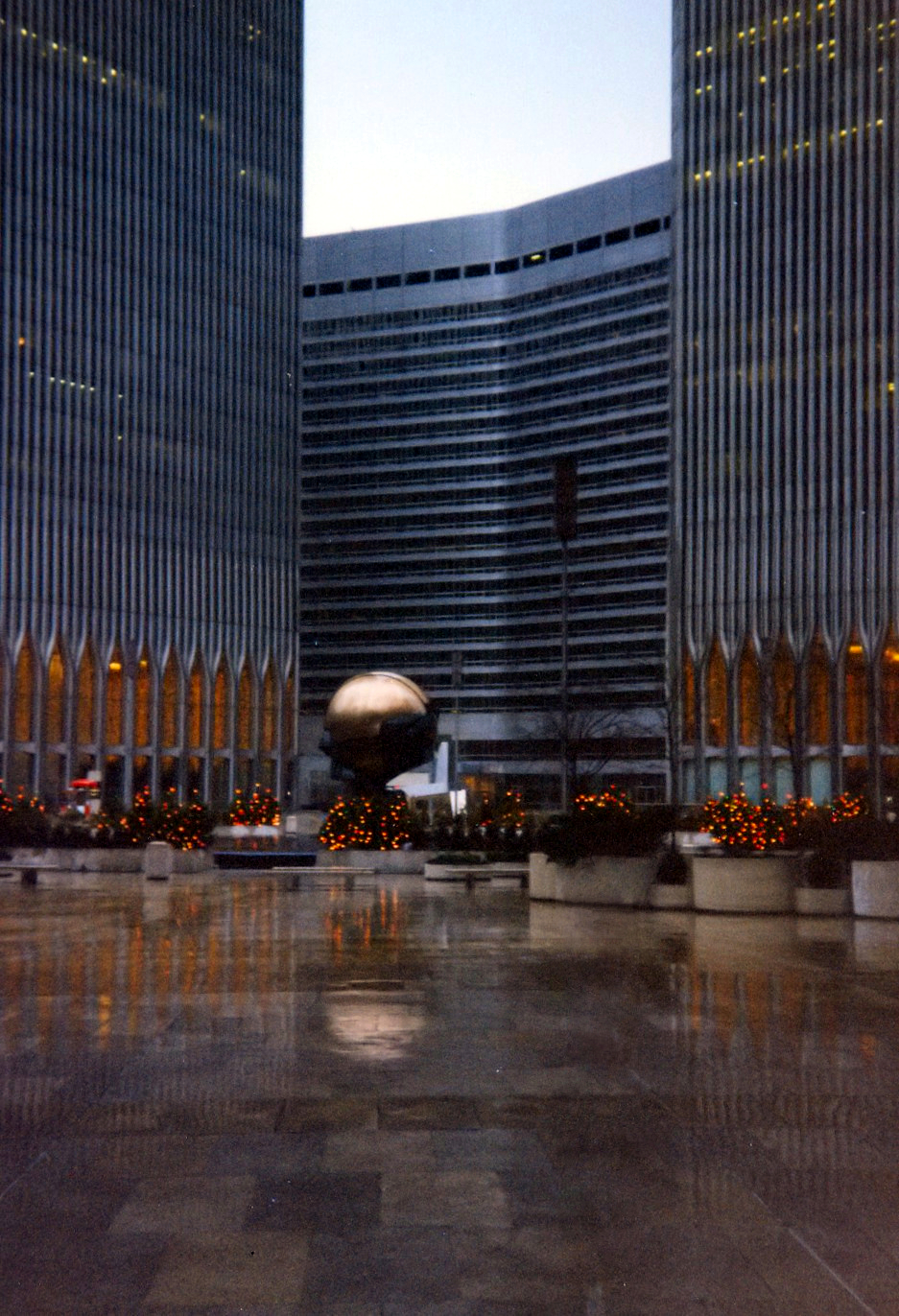
La Austin J. Tobin Plaza en 1995. En primer plano, la escultura The Sphere, situada en el centro de la plaza entre las Torres Gemelas. Al fondo, el Hotel Vista.

## Diseño y construcción
La plaza empezó a coger forma en el 5 de agosto de 1966 como World Trade Center Plaza y allí se inició la construcción de las Torres Gemelas del World Trade Center, inauguradas el 4 de abril de 1973. En 1982, la Autoridad Portuaria de Nueva York y Nueva Jersey decidió cambiar el nombre de la plaza en honor a su antiguo director ejecutivo, Austin J. Tobin, promotor de la construcción de las torres.
El 26 de febrero de 1995, se inauguró en la Plaza una fuente conmemorativa hecha de granito en honor a las víctimas del atentado de 1993. La fuente fue diseñada por la artista Elyn Zimmerman justo encima del sitio de la explosión. Incluía una inscripción con los nombres de las seis víctimas del ataque, así como una mensaje escrito tanto en inglés como en español que decía lo siguiente: "On February 26, 1993, a bomb set by terrorists exploded below this site. This horrible act of violence killed innocent people, injured thousands, and made victims of us all" ("El 26 de febrero de 1993, una bomba colocada por terroristas explotó debajo de este sitio. Este horrible acto de violencia mató a personas inocentes, hirió a miles y nos convirtió a todos en víctimas "). La fuente fue destruida el 11 de septiembre de 2001.
Fue reformada entre 1998 y 1999. Se reemplazaron los adoquines de mármol por piedras de granito gris y rosa, se añadieron nuevos bancos, jardineras, restaurantes, quioscos de venta de comida y áreas para comer al aire libre. El coste total fue de 12 millones de dólares.

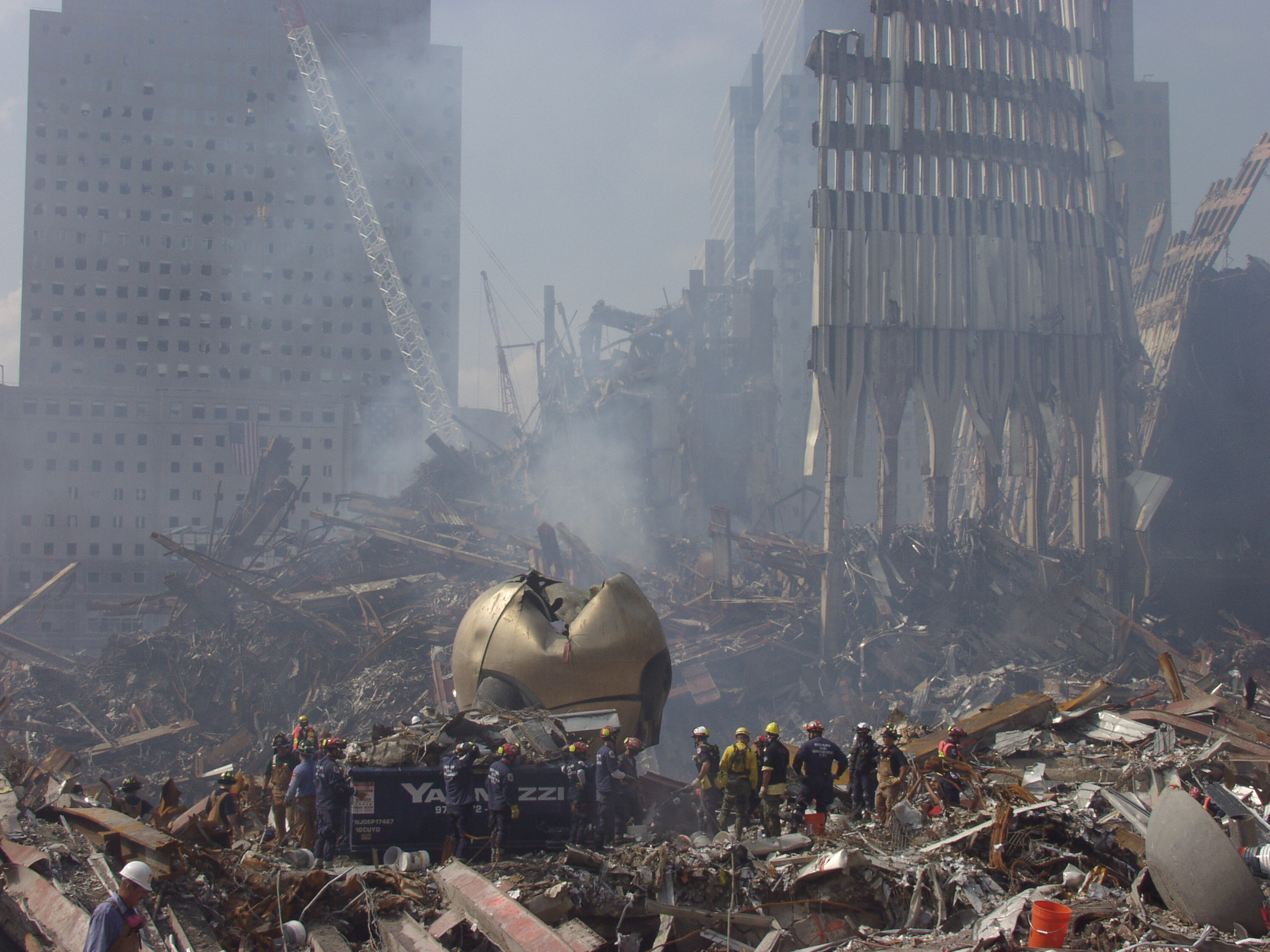
La Austin J. Tobin Plaza en ruinas tras los atentados del 11-S.

Debido a los atentados del 11-S, la Austin J. Tobin Plaza fue destruida por los incendios y los escombros provocados por el derrumbe de las torres gemelas. Solo se pudo recuperar la escultura The Sphere (diseñada por el escultor alemán Fritz Koenig) que aunque estaba muy dañada fue encontrada entre los escombros. Actualmente se encuentra ubicada en el Liberty Park.

Ubicación de la Austin J. Tobin Plaza en el plano del World Trade Center original.